# بين أسناني
| نقطة النطق (مخرج حرف) |
| 1. شفوي - شفتاني - أسناني شفوي 2. شفوي لساني 3. نطعي - بين أسناني - أسناني - لثوي - ارتدادي - لثوي غاري - غاري لثوي 4. خلفي - غاري - طبقي - لهوي 5. حلقي 6. حنجري |

الصوت بين الأسناني أو البيأسناني (بالإنجليزية: Interdental)‏ هو صوت ساكن (صامت) يُنطَق عن طريق وضع طرف اللسان بين الأسنان الأمامية العلوية والسفلية. ويختلف عن الصامت الأسناني والذي يُنطَق عن طريق وضع اللسان مقابل الجزء الخلفي من القواطع العليا.
تُعتَبر الصوامت بين الأسنانية بشكل عام أصواتا نادرة في لغات العالم. ومن أمثلتها الصوامت الاحتكاكية بين الأسنانية [ð̟ θ̟] في الإنجليزية الأمريكية في بداية كلمات مثل 'then' أو 'thin'. أما في الإنجليزية البريطانية فغالبا ما تكون هذه الصوامت أسنانية المَخرج.